# Texas Central Railway
Texas Central Railway, dite aussi Texas Central Partners ou  Texas Central, est une compagnie ferroviaire, créée en 2010, qui a pour objectif de créer, avec des fonds privés, une ligne à grande vitesse entre Dallas et Houston dans l'état du Texas aux États-Unis.

## Historique
En 2010, est créée la société Lone Star High-Speed Rail LLC. En 2012, elle est renommée, Texas Central High-Speed Railway lorsqu'elle annonce son projet de création d'une ligne ferroviaire à grande vitesse entre les villes de Houston et Dallas au Texas. puis elle est de nouveau renommée Texas Central Partners le 24 septembre 2013. Elle est communément appelée Texas Central Railway (TCR).
En 2014, son président Robert Eckels annonce qu'il négocie un accord avec la Federal Railroad Administration and Texas Department of Transportation pour réaliser l'étude d'impact environnemental du projet. qui est prévu avec la technologie Shinkansen de la grande vitesse ferroviaire au Japon et le matériel roulant Shinkansen série N700.
Le PDG Carlos Aguilar, nommé en 2016, démissionne en 2022, après la dissolution du conseil d'administration, il est remplacé par Michael Bui. Celui-ci, au mois d'août 2023, indique être à la recherche d'un partenariat avec Amtrak pour « demander des subventions fédérales » afin de faciliter la réalisation de son projet.